# Deutscher Comedypreis 2009
Die 13. Verleihung des Deutschen Comedypreises fand am 20. Oktober 2009 im Rahmen des 19. Internationalen Köln Comedy Festivals in Köln statt. Moderiert wurde die Deutsche Comedypreis-Verleihung 2009 erneut von Dieter Nuhr.
Die Aufzeichnung der Preisverleihung wurde am Freitag, den 23. Oktober 2009 eine Stunde später als im Vorjahr um 21:15 Uhr auf dem Fernsehsender RTL ausgestrahlt. Im Durchschnitt sahen 4,41 Millionen Zuschauer die Aufzeichnung auf RTL.
Vergeben wurden die Preise von einer siebenköpfigen Jury unter der erneuten Leitung von Thomas Hermanns.
Erstmals wurden Preise in 16 Kategorien verliehen. Die Formatkategorien Beste Late Night Show, Beste Versteckte Kamera und Bestes TV-Soloprogramm sowie die Filmkategorie Beste TV-Komödie wurden neu hinzugefügt.

## Preisträger und Nominierte
Während die Nominierungen am 7. September 2009 bekanntgegeben wurden, wurden am 20. Oktober 2009 im Rahmen der Verleihung die Preisträger veröffentlicht.

### Beste Comedyshow
heute-show (ZDF)
Cindy aus Marzahn & Die jungen Wilden (RTL)
TV-Helden (RTL)

### Beste Late Night Show
Inas Nacht (ARD)
Krömer – Die Internationale Show (ARD)
TV total (ProSieben)

### Beste Comedyserie
Doctor’s Diary (RTL)
Der kleine Mann (ProSieben)
Der Lehrer (RTL)

### Beste Sketchcomedy
Ladykracher (Sat.1)
4 Singles (RTL)
Switch Reloaded (ProSieben)

### Beste Versteckte Kamera
Comedystreet (ProSieben)
Böse Mädchen (RTL)
Verstehen Sie Spaß? (ARD)

### Bestes Comedyevent
Quatsch Goes Christmas – Die große Comedy Winter Show (ProSieben)
100 Jahre Heinz Erhardt (ARD)
World of Comedy (RTL)

### Bestes TV-Soloprogramm
Cindy aus Marzahn Live! Schizophren – Ich wollte ’ne Prinzessin sein (RTL)
Michael Mittermeier live! Safari (ProSieben)
Ralf Schmitz live! Verschmitzt (RTL)

### Beste TV-Komödie
Zwei Weihnachtsmänner
Ein Mann, ein Fjord!
Schade um das schöne Geld

### Bester Komiker
Dieter Nuhr
Mario Barth
Ralf Schmitz

### Beste Komikerin
Cindy aus Marzahn
Ina Müller
Mirja Boes

### Bester Schauspieler
Max Giermann
Bastian Pastewka
Hape Kerkeling

### Beste Schauspielerin
Martina Hill
Anke Engelke
Diana Amft

## Weitere Preisträger
Die folgenden Preise sind vom Veranstalter, der Köln Comedy Festival GmbH, gesetzte Preise und wurden ohne vorherige Nominierung am 20. Oktober 2009 vergeben.

### Erfolgreichste Kinokomödie
Wickie und die starken Männer

### Erfolgreichster Live-Act
Mario Barth

### Ehrenpreis
Mike Krüger

### Bester Newcomer
Bülent Ceylan